# ويليام جاي كريلمان
ويليام جاي كريلمان (بالإنجليزية: William J. Creelman)‏ هو ضابط أمريكي، ولد في 3 أغسطس 1874 في بروكلين في الولايات المتحدة، وتوفي في 24 مارس 1928.